# 93 v.Chr.
Het jaar 93 v.Chr. is een jaartal volgens de christelijke jaartelling.

## Gebeurtenissen

### Italië
- Gaius Valerius Flaccus en Marcus Herennius zijn consul in het Imperium Romanum.

### Palestina
- Obodas I, van de Nabateeërs, verslaat de Hasmoneeën op de Golanhoogten. Door de dreiging van de Seleuciden, sluit Alexander Janneüs een vredesverdrag.

### Klein-Azië
- Artaxias I (98 - 78 v.Chr.) wordt koning van Kaukasisch Iberië, na omverwerping van de heerschappij van Farnadjom.